# 북극곰 사운드
북극곰 사운드는 대한민국의 독립음악 제작사이다.

## 현재 소속 그룹
- 마카오신사
- 밤의피크닉
- 슬로우 베이비
- 전산실의 청개구리
- 파울로시티